# Sühnekreuze (Unterschweinbach)

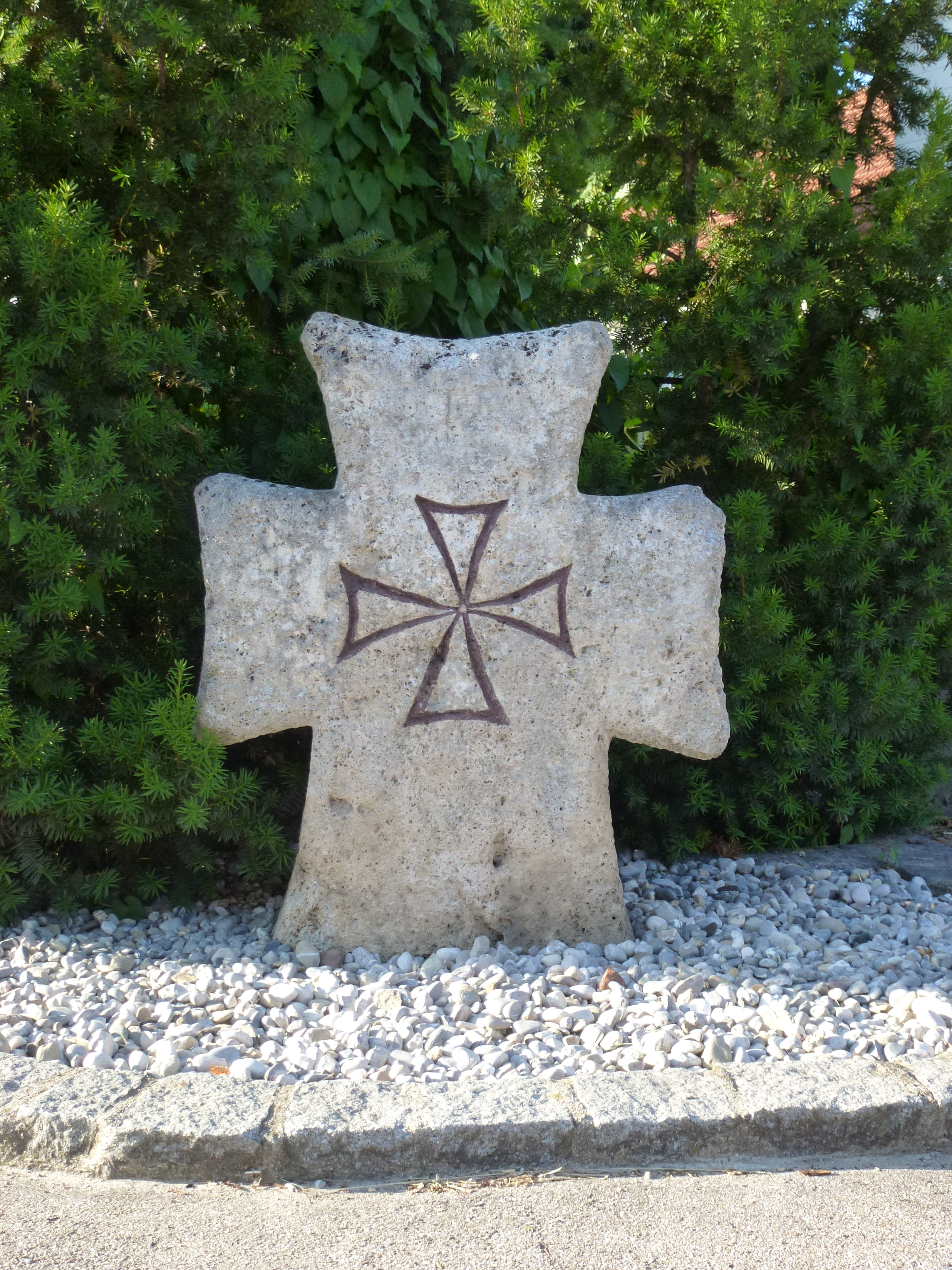
Sühnekreuz in Unterschweinbach

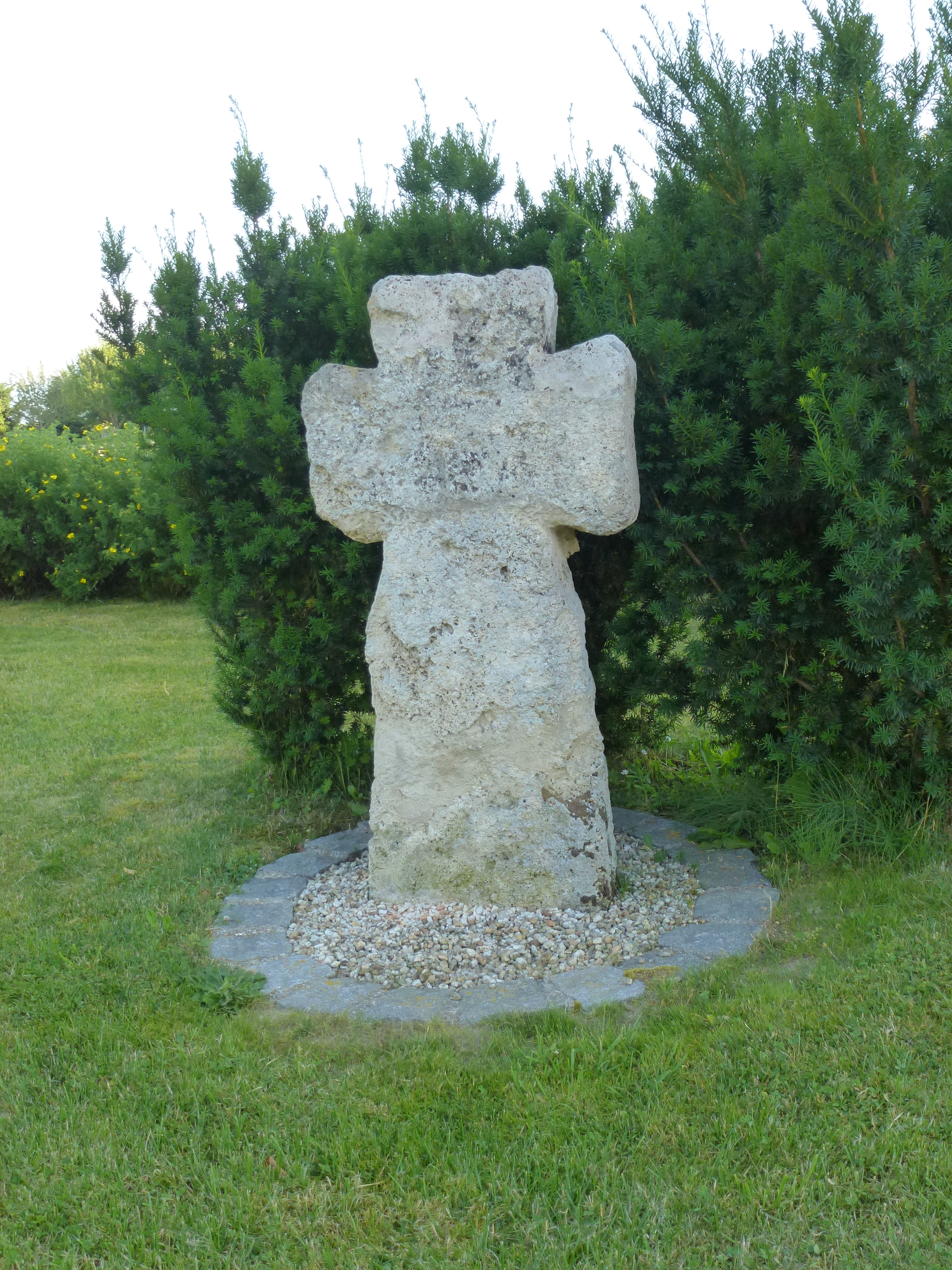
Sühnekreuz 2 in Unterschweinbach

Die Sühnekreuze in Unterschweinbach, in der Gemeinde Egenhofen im oberbayerischen Landkreis Fürstenfeldbruck, stammen aus dem Spätmittelalter.
Von den ehemals drei Kreuzen aus Kalktuffstein gibt es noch zwei. Eines steht in der Dorfmitte, nahe der Kirche und des Maibaums, das Zweite am südlichen Ortsausgang Richtung Aufkirchen (Alpenstraße). Das dritte Kreuz gibt es seit dem 19. Jahrhundert nicht mehr.
Die Kreuze von Unterschweinbach sind ein geschütztes Kleindenkmal.